# Mohinga

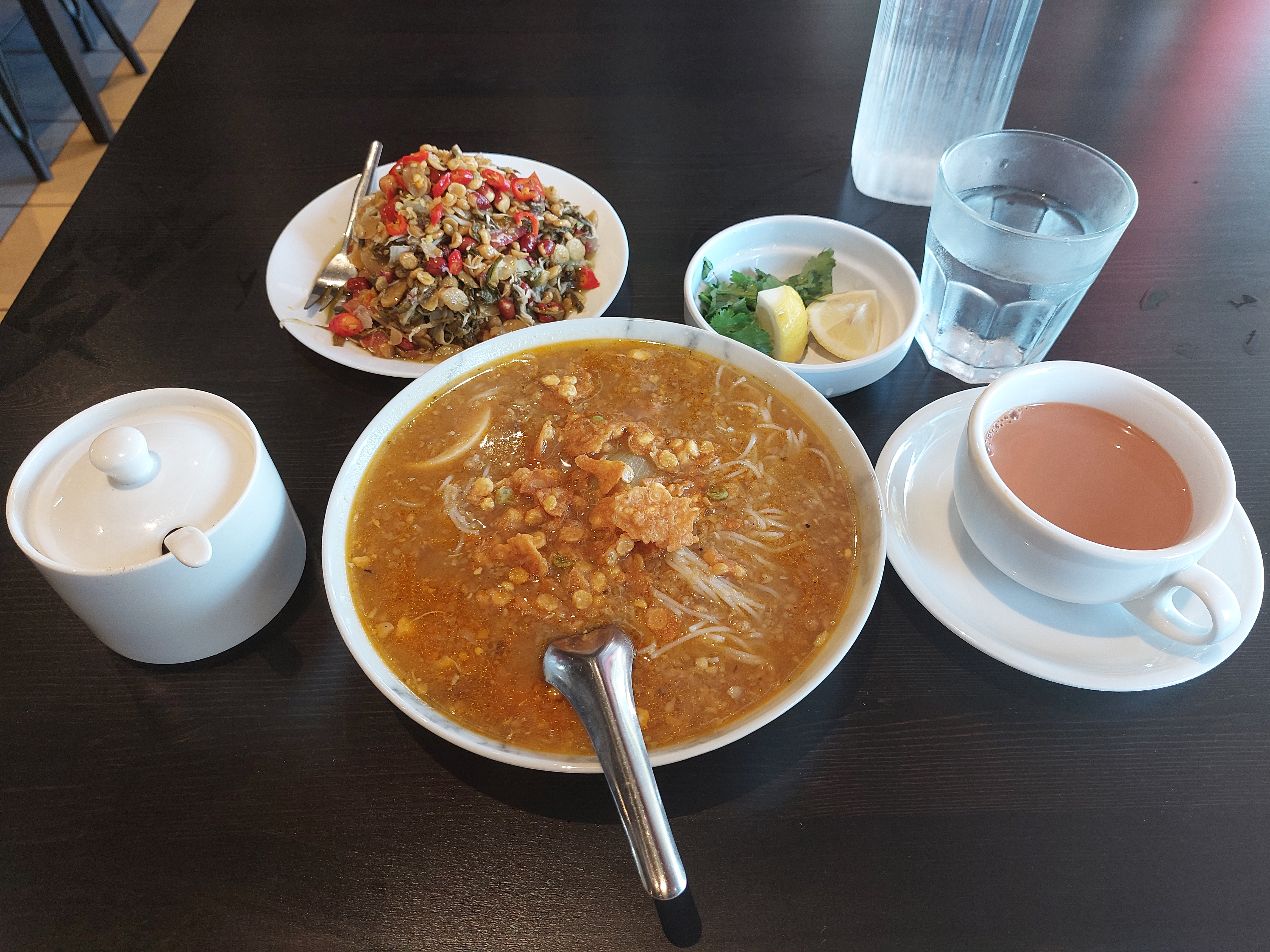
Mohinga-Suppe mit Beilagen

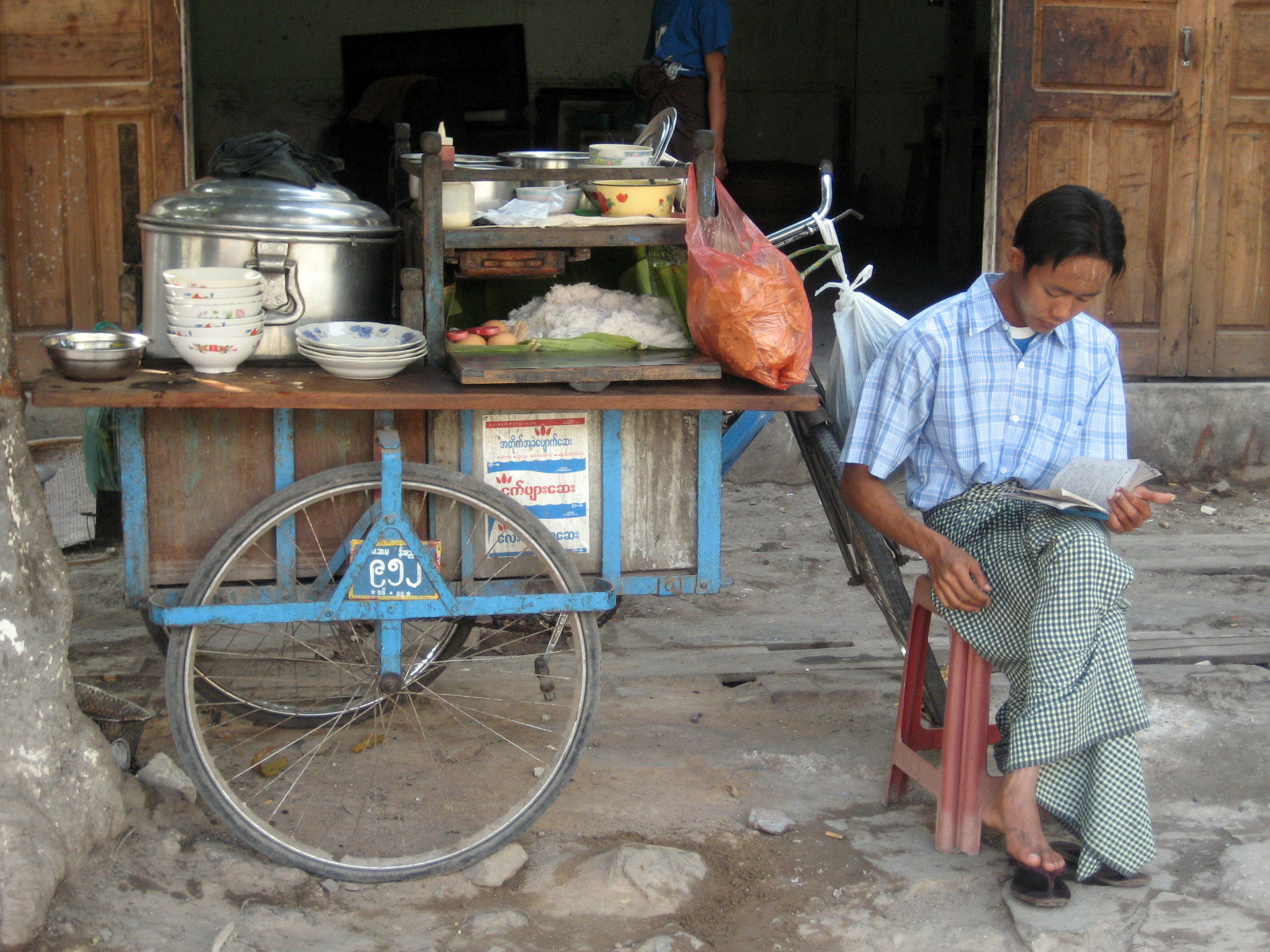
Mohinga-Straßenverkäufer in Mandalay, Myanmar

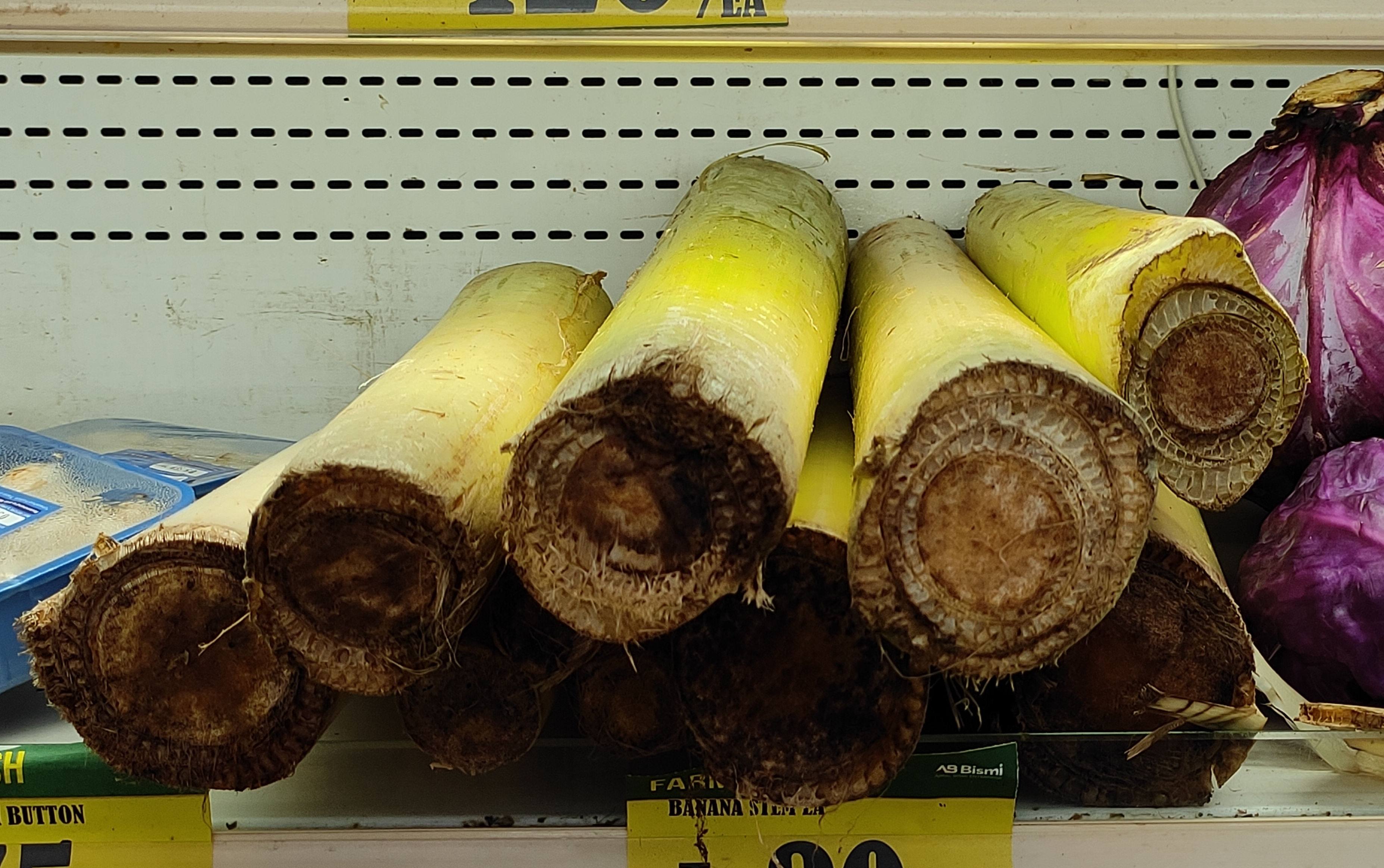
Bananenstiele

Mohinga ist eine burmesische Fischsuppe mit Nudeln. Sie gilt inoffiziell als „Nationalsuppe“ in Myanmar, die häufig morgens auf den Straßen verkauft wird.
Traditionelle Zutaten sind Wels, Kurkuma, Paprika und Zitronengras. Abhängig von der Landesregion variieren die übrigen Zutaten in Art und Menge. Mondi oder Mohinga genannte Nudeln aus leicht fermentiertem Reismehl bilden die Grundlage für eine traditionelle Mohinga.

## Beschreibung
Mohinga ist hauptsächlich ein Frühstücksgericht, wird aber auch zu großen Veranstaltungen serviert. Die Straßenverkäufer halten die Mohinga-Suppe in großen Kesseln und auf einem Tisch daneben eine Auswahl an Beilagen bereit, wie zum Beispiel frische Korianderblätter, Frühlingszwiebeln, verschiedenes Frittiertes, Fischsauce, Chiliflocken, hartgekochte Eier, Zitronen oder Limetten, Röstzwiebeln und anderes. Als Fischeinlage sind  neben dem traditionellen Wels auch Kingfish-Arten, Kabeljau, Schellfisch und andere üblich. Wenn das Fischfleisch gar ist, werden Gräten und Fischkopf entfernt und das Fleisch zerkleinert zur Suppe gegeben.
Andere traditionelle Bestandteile der Mohinga sind zum Beispiel in Scheiben geschnittene Bananenstiele oder -blüten, außerdem hellbraun gerösteter, gemörserter Reis, in einigen Varianten auch Kichererbsenmehl.